# Сасета (художник)
Сасèта (на италиански: Il Sassetta), псевдоним на Стèфано ди Джовàни ди Кнсоло (на италиански: Stefano di Giovanni di Consolo; * 1392, Сиена, Сиенска република, †  1450/1451, там) е италиански художник от Сиенската школа от периода на Куатроченто.

## Биография
Сасета е централна фигура от „сребърния век“ на сиенската живопис – 15 век. Неговото творчество е свързано с новия разцвет на Сиенската школа, не така ярък както разцвета във Флоренция, но не по-малко интересен.
Мястото и датата на раждането му са неизвестни. Възможно е да е роден в Кортоне, в дома на своя баща Джовани ди Консоло. В Сиена е съхранено записване за кръщението на някой си Стефано ди Джовани и то е отбелязано през 1392 г., и вероятно той се е родил през тази година в Сиена. Някои специалисти не са съгласни с това, че това записване се отнася за Сасета, и отнасят датата на раждането му към 1400 г., основавайки се на това, че първата негова работа се датирана през 1423 г. 
Стефано ди Джовани израства в Сиена, неговия вкус се възпитава в Сиена, а обучението в занаята вероятно придобива в ателието на Паоло ди Джовани Феи.
Сасета умира през 1450 г. в Сиена, работейки над фреските на Порт Романа (Римските врата), от които са съхранени само „Слава на ангелите“ на свода. Той е женен (1440 г.) за Габриела ди Бучо ди Биянкардо. Те имат три деца, от които най-големия Джовани ди Стефано, става скулптор. След смъртта му името на Сасета е скоро забравено. То отново се явява едва през XVIII век в резултат изучаване на исторически документи.

## Творчество
Сред художниците, на които Сасета оказва непосредствено влияние, са Сано ди Пиетро и Пиетро ди Джовани д'Амброджо.

### Олтар на Евхаристията
Първата известна днес от документите поръчка за създаване на олтарна картина Сасета получава през 1423 г. от Гилдията на търговците на вълна „Арте дела Лана“, която иска да украси своята капела в църква „Сан Пелегрино“ в Сиена. Днес това произведение на Сасета е известно под названието „Олтар на Евхаристията“. През 1777 г. този олтар е разделен на части, като различните части попадат в различни музеи, а централната картина е безвъзвратно загубена. Съгласно старите описания на нея е било символично изобразено священото тайнство на евхаристията във вид на дароносци за причастие, обкръжени от ангели.

Олтарът се състои от множество картини, изписани на дървени дъски: „Коронясването на Мария“, „Благовещение“, „Св. Тома“, „Св. Антоний абат“, четиримата отци на църквата – свети Йероним, Григорий, Амвросий Медиолански и Августин Блажени, четирите светии-покровители на Сиена – Ансаний, Виктор, Савин и Кресценций, а така и фигурите на пророците Илия и Елисей (които са съхранени и се намират в Сиенската пинакотека). От големите части на олтара е съхранена само една картина – „Св. Антоний абат“ (Сиена, Пинакотека).
- Панел на предела:„Установяване на евхаристия“. 1423 – 26 г. Сиена, Пинакотека.
- панел на предела: „Чудото на тайнството“. 1423 – 1436 г., Музей „Боус“, Банъд Кесъл, Северна Англия.
- панел предела: Св. Антоний мъчен от дяволи.1423 – 26 г. Сиена, Пинакотека.
- панел на предела: „Изгаряне на еретик“.1423 – 36 г. Мелбърн, Национален музей.

### Олтар на Снежната Мадона
През 1430 г. Сасета получава поръчка за картина за олтара на Св. Бонифаций в Сиенската катедрала. Над този олтар той работи от 1430 до 1432 г. В централната негова част той изобразява Мадоната с Младенеца и ангели, в обкръжение на свети Франциск, Йоан Кръстител, апостоли Петър и Павел. Най-интересната част на олтара от картини е историята за основаване на римския храм „Санта Мария Маджоре“.
Названието „Снежна Мадона“ този олтар получава именно заради пределите, понеже в деня когато се полагат основите на Санта Мария Маджоре и се осветява мястото, в Рим неочаквано пада сняг.